# Nikolái Sredinski
Nicolia Kirilowitsch Sredinsky (9 de mayo de 1843 -1908) fue un botánico, micólogo ruso.
Trabajó extensamente en la flora micológica del centro y sudoeste de Asia, publicando en 1876: Herbarium Cryptogamicuni Rossicum.